# Университет Басры
Университе́т Ба́сры (араб. جامعة البصرة‎) — общественный университет, расположенный в иракском городе Басра.
Он основан в 1964 году для обучения жителей южной части Ирака, изначально был связан с Багдадским университетом, но в 1964 году стал независимым. В настоящее время университет состоит из 22 колледжей, расположенных в трёх кампусах в Басре, с исследовательскими центрами и студенческими общежитиями. В университете возможно получить степени бакалавра наук, магистра наук, бакалавра медицины и хирургии и доктора философии.
В 2011 году в Университет Басры совместно с ООН организовал национальную конференцию, чтобы определить основные принципы будущего развития водно-болотных угодий Ирака. В итоге участники сформулировали «Басрийскую декларацию принципов национального видения развития водно-болотных угодий».

## Колледжи

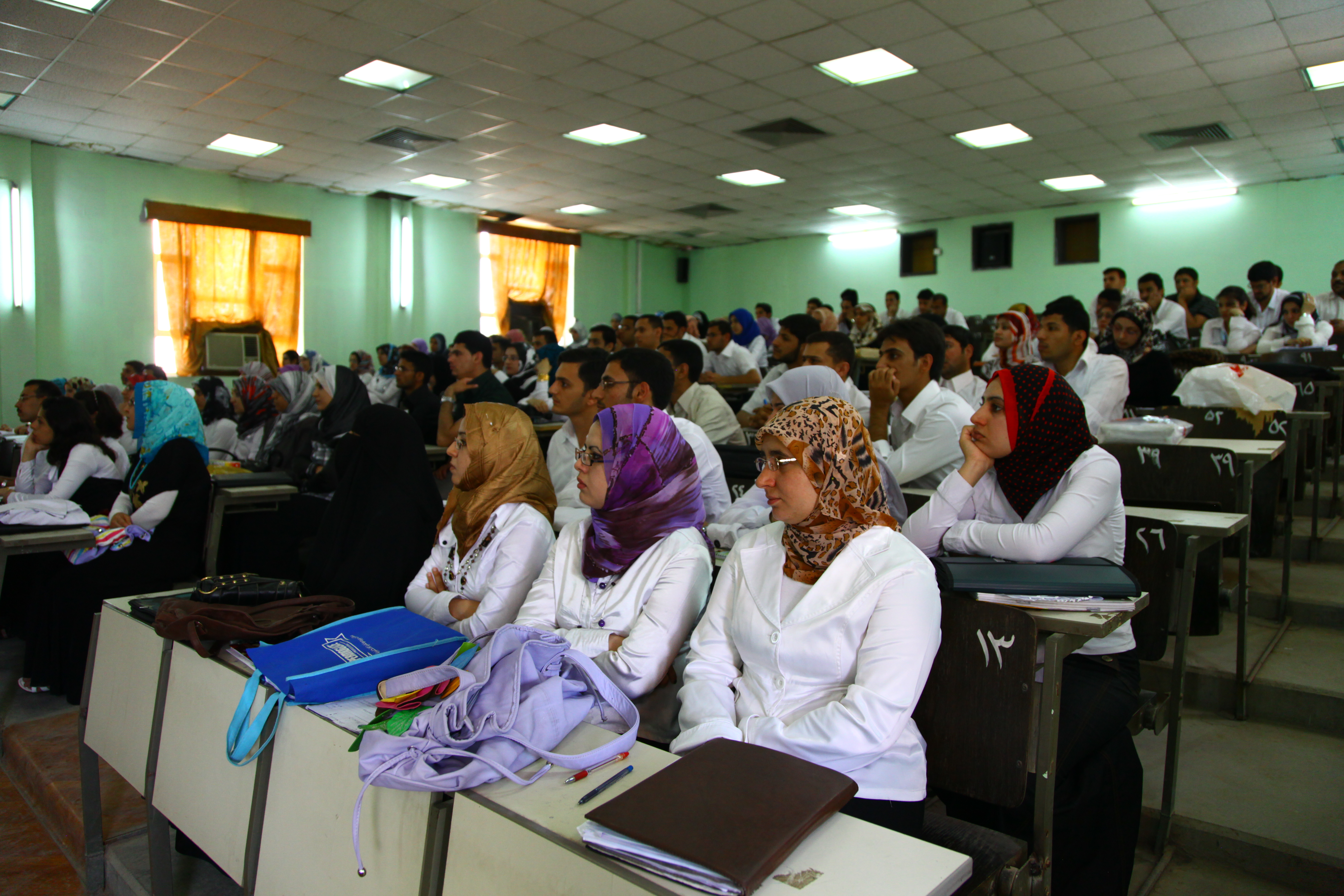
Иракские студенты-медики в Медицинском колледже Университета Басры (2010 год)

Университет состоит из 22 колледжей:
- Колледж литературы;
- Колледж естественных наук;
- Колледж инженерии;
- Медицинский колледж;
- Фармацевтический колледж;
- Стоматологический колледж;
- Колледж сестринского дела;
- Колледж сельского хозяйства;
- Колледж менеджмента и экономики;
- Колледж компьютерных наук и информационных технологий;
- Колледж права и политики;
- Колледж физического воспитания;
- Колледж ветеринарной медицины;
- Колледж изящных искусств;
- Колледж женского образования;
- Педагогический колледж Аль-Курна;
- Колледж фундаментальных наук;
- Колледж гуманитарного образования;
- Колледж морских наук;
- Медицинский колледж Аль-Захра;
- Факультет менеджмента и экономики — Курна;
- Колледж аспирантуры.

## Центры
Университет проводит исследования в следующих исследовательских центрах:
- Центр иранистики;
- Центр морских наук;
- Центр полимерных исследований;
- Центр исследований Персидского залива;
- Центр исследований Басры;
- Центр исследований финиковой пальмы;
- Центр образовательного консультирования;
- Центр ресурсов;
- Центр развития методов обучения;
- Центр живых языков;
- Компьютерный центр;
- Центр непрерывного образования.

Также имеются Отделение опреснения воды (при Инженерном колледже), Музей естественной истории, Отделение гемоглобинопатии, Центр интернет-ресурсов, Центральная библиотека и издательство.

## Кампусы
Университет Басры состоит из главного офиса, расположенного в Ашаре, и пяти кампусов:
- Северный кампус Кармат-Али включает в себя факультеты фармацевтики, ветеринарии, инженерии, естественных наук, образования, сельского хозяйства, информатики и информационных технологий, а также физического воспитания;
- Южный кампус Баб-эль-Зубайер включает в себя факультеты бизнеса и экономики, права, искусств, истории и изобразительных искусств.
- В кампусе медицинского колледжа находятся медицинский колледж и учебная больница;
- В кампусе стоматологического колледжа находится стоматологический факультет;
- В кампусе педагогического колледжа Курна находится педагогический факультет.

## Председатели
- Доктор Абдель Хади Махбуба (04.01.1964 — 24.10.1968)[5];
- Доктор Садек Аль-Хайят (с 25.10.1968 по 10.03.1969);
- Доктор Саад Абдул Баки Аль Рави (с 10.04.1969 по 31.12.1969);
- Доктор Халил Хамид Аль Талиб (с 01.01.1970 по 04.04.1970);
- Доктор Низар Надхиф Аль-Шави (с 04.05.1970 по 09.05.1975);
- Доктор Юсеф Абдуллах Хашаб (с 09.05.1975 по 12.05.1984);
- Доктор Маджид Мохаммед Саид (с 12.06.1984 по 21.03.1985);
- Доктор Дахил Хассан Джрю (с 21.03.1985 по 02.05.1993);
- Доктор Акрам Мохаммед Собхи (с 02.06.1993 по 30.08.2001);
- Доктор Мохаммед Абдул Аль Аль Нуайми (с 09.01.2001 по 04.09.2003);
- Доктор Салман Дауд Салман (с 05.01.2003 по 09.11.2005);
- Доктор Асад Салим Абдулкадир (с 07.01.2004 по 09.01.2004);
- Доктор Али Аббасс Алван (с 09.11.2005 по 29.10.2009);
- Доктор Салих Исмаил Наджим (с 11.01.2009 по 26.06.2012);
- Профессор Тамер Ахмад Хамдан Аль-Тамими (с 27.06.2012 по 07.01.2019);
- Профессор-доктор Саад Шахин Хамади (с 07.01.2019 по 23.01.2024);
- Профессор-доктор Моханад Джавад Кадхим Аль-Асади (с 23.01.2024 по настоящее время).